# 第44回衆議院議員総選挙
第44回衆議院議員総選挙（だい44かいしゅうぎいんぎいんそうせんきょ）は、2005年（平成17年）9月11日に日本で行われた国会（衆議院）議員の総選挙である。

## 概要
今日では郵政選挙と言われている選挙で、与党の自由民主党・公明党が圧勝した。時の首相（自民党総裁）小泉純一郎は、郵政民営化法案が参議院で否決されれば、衆議院を解散して国民の信を問うと明言していたが、その言葉通り、参議院での郵政民営化法案否決を受けて小泉は衆議院を解散した（郵政解散）。
自民党は郵政民営化法案に反対票を投じた議員の選挙区に「刺客」と呼ばれる候補を送り、大半の議員を落選させた（この手法により当選した議員を俗に「小泉チルドレン」と言う）。これにより、自公両党は合わせて衆参で過半数を制することとなり、2007年（平成19年）の第21回参議院議員通常選挙までこの状態は続いた。
民主党は代表の岡田克也が、三重県初の首相を狙って選挙に臨んだが、結党以来最大の大敗となり、岡田は代表の即日辞任を表明。また国政選挙で1996年（平成8年）に小選挙区比例代表並立制が導入されて以降、全ての小選挙区で候補者を擁立してきた日本共産党は準備不足のため候補者の擁立が間に合わず、25の選挙区で擁立を見送る「共産空白区」という現象が生じた。
この選挙から第50回（2024年（令和6年）10月27日施行）までの約19年間、非自民系の野党第一党が100議席以上を確保することはなかった。
2024年現在、大正生まれの議員が選出された最後の総選挙である。日本最後の一覧も参照。

### 選挙前の経緯

#### 郵政民営化法案
小泉首相が政治生命をかけた郵政民営化法案は、与党・自民党の了承なしの閣議決定（2004年）、党総務会（党の常設最高意思決定機関）の採決方法を慣例の全員一致から、直前に多数決に変更した上での決定、「郵政民営化に関する特別委員会」の採決で反対派委員の賛成派議員差し替えなどの経過を経て、衆議院本会議では5票差で可決（賛成233・反対228・欠席棄権14・病欠2）されたが、2005年8月8日参議院本会議では否決（賛成108・反対125・欠席棄権8）されたため、即日、日本国憲法第7条3号に基づいて衆議院が解散された。

#### 衆議院解散
小泉は解散により自民党の躍進を予想していたが、党内には分裂選挙による大敗を予想する意見も根強かったことから、国事行為（衆議院解散）に関する閣議決定文書への署名を拒否する閣僚が出た。臨時閣議は中断を挟みながら、2時間超に及んだ。
反対閣僚のうち、総務大臣麻生太郎と行政改革担当大臣村上誠一郎は最終的に小泉の説得に応じて署名したものの、農林水産大臣島村宜伸は最後まで署名を拒んだため、小泉は島村を罷免した上で自ら農水相を兼務（8月11日まで。後任は岩永峯一）という形式で閣議決定文書を完成させ、解散に踏み切った。また、この閣議で参議院本会議で郵政民営化法案に反対票を投じた防衛大臣政務官柏村武昭も罷免された。
小泉は同日夜、解散直後の記者会見で「今回の解散は『郵政解散』だ。（郵政民営化に）賛成してくれるのか反対するのか、はっきり国民に問いたい」と述べ、郵政民営化を地動説になぞらえ、ガリレオ・ガリレイの創作された寓話の台詞「それでも地球は動く」を引用して民営化の正当性を主張した上で、自民・公明の両党の公認候補が過半数を獲得できなかったら退陣すると明言した。
また、恒例となっている解散のネーミングは、総選挙実施日がアメリカ同時多発テロ事件（2001年）が起きた9月11日であることなどから自爆テロ解散、自民党が分裂選挙で大敗するとの予想からやけっぱち解散などとも揶揄されたが、選挙後は郵政解散が定着した。

#### 刺客
解散後、自民党執行部は郵政民営化法案に反対した37人の議員を公認候補者としないことを発表し、矢継ぎ早に対立候補を送り込んでいった。解散当初は分裂選挙による自民党の敗北が予想されており、この対立候補も造反議員を落とすためだけの候補者、つまり「刺客」であると非難された（女性についてはくのいち候補とも呼ばれた）。一部の刺客候補は自民党比例代表名簿上位に記載されていた。
一方で、郵政民営化法案の採決を棄権した議員は、引退表明をした議員を除き、選挙後に再度提出される郵政民営化法案への賛成を誓約書として執行部に提出することで、全員が公認を得た。
郵政民営化法案に反対した議員は党の公認を得られなくなったことから、「新党結成して立候補」、「自民党地方組織の応援を受けあくまで自民党党員として立候補」、「自民党を離党して無所属で立候補」、「立候補断念」という選択を迫られた。自民党の地方組織は東京都連のように党公認候補の支援を決めたところもあったが、岐阜県連のように反対票を投じた候補を独自に公認し、中央と地方のねじれ現象が発生する選挙区もあった。
ちなみに、自民党が公式に「刺客」と称して対立候補を立てるといったことは一切していない。一連の自民党の行動を亀井静香が「刺客」と評し、他党やマスメディアもそれにならったことによる。
しかし、刺客の一人である小池百合子を「自民党の上戸彩（映画で女刺客「あずみ」役を務めた）だからな」と呼んだ村上誠一郎など、ある時期までは自民党の関係者も「刺客」を肯定していた。
ところが8月28日、自民党は公式に「刺客」を使わないようマスコミ各社に申し入れた。

#### 新党
こうした状況下で、郵政民営化法案に反対票を投じ、自民党の公認を得られなかった衆議院議員は、元衆議院議長綿貫民輔、元建設大臣亀井静香らが綿貫を代表に「国民新党」を、元財務副大臣小林興起、荒井広幸らは長野県知事田中康夫を代表に迎え、「新党日本」を結党した。
この新党日本は結党時は国会議員が4人であったため、公職選挙法上の政党として認められる国会議員5人以上ではなかったことから、国民新党の参議院議員長谷川憲正を名簿上移籍させることで政党として認められたが、このことで、新党結成は理念や政策の一致によるものではなく、政党としての権利を得るためだけの数合わせで、選挙互助会に過ぎないと批判を浴びることとなった。
また、復活を目指す元北海道開発庁長官鈴木宗男も北海道で政治団体「新党大地」を結成した。
国民新党、新党日本、新党大地の3党は比例ブロックでそれぞれ棲み分けが行われており、比例区では四国を除いて自民系反郵政民営化票の受け皿となる土壌ができた。
- 国民新党 - 東北・北陸信越・中国・九州ブロック
- 新党日本 - 東京・北関東・南関東・近畿・東海ブロック
- 新党大地 - 北海道ブロック
- 空白ブロック - 四国ブロック

## 選挙データ

### 内閣
- 選挙時：第2次小泉改造内閣（第88代）
  - 内閣総理大臣：小泉純一郎（第20代自由民主党総裁）
  - 与党：自由民主党、公明党（自公連立政権）
- 選挙後：第3次小泉内閣（第89代）
  - 内閣総理大臣：小泉純一郎（第20代自由民主党総裁）
  - 与党：自由民主党、公明党（自公連立政権）

### 解散日
- 2005年（平成17年）8月8日

### 解散名
- 郵政解散

### 公示日
- 2005年（平成17年）8月30日

### 投票日
- 2005年（平成17年）9月11日

### 改選数
- 480
  - 小選挙区：300
  - 比例代表：180

### 選挙制度
- 小選挙区比例代表並立制
  - 小選挙区制
  - 比例代表制
    - 地域ブロック：11
      - 北海道ブロック　：08
      - 東北ブロック　　：14
      - 北関東ブロック　：20
      - 南関東ブロック　：22
      - 東京ブロック　　：17
      - 北陸信越ブロック：11
      - 東海ブロック　　：21
      - 近畿ブロック　　：29
      - 中国ブロック　　：11
      - 四国ブロック　　：06
      - 九州ブロック　　：21

#### 投票方法
秘密投票、単記投票、2票制（小選挙区・比例代表）

#### 選挙権
満20歳以上の日本国民

#### 被選挙権
満25歳以上の日本国民

#### 有権者数
小選挙区：102,985,213（男性：49,831,245 女性：53,153,968）
比例代表：103,067,966（男性：49,873,719 女性：53,194,247）
うち在外：82,753（男性：42,474 女性：40,279）

### 選挙啓発

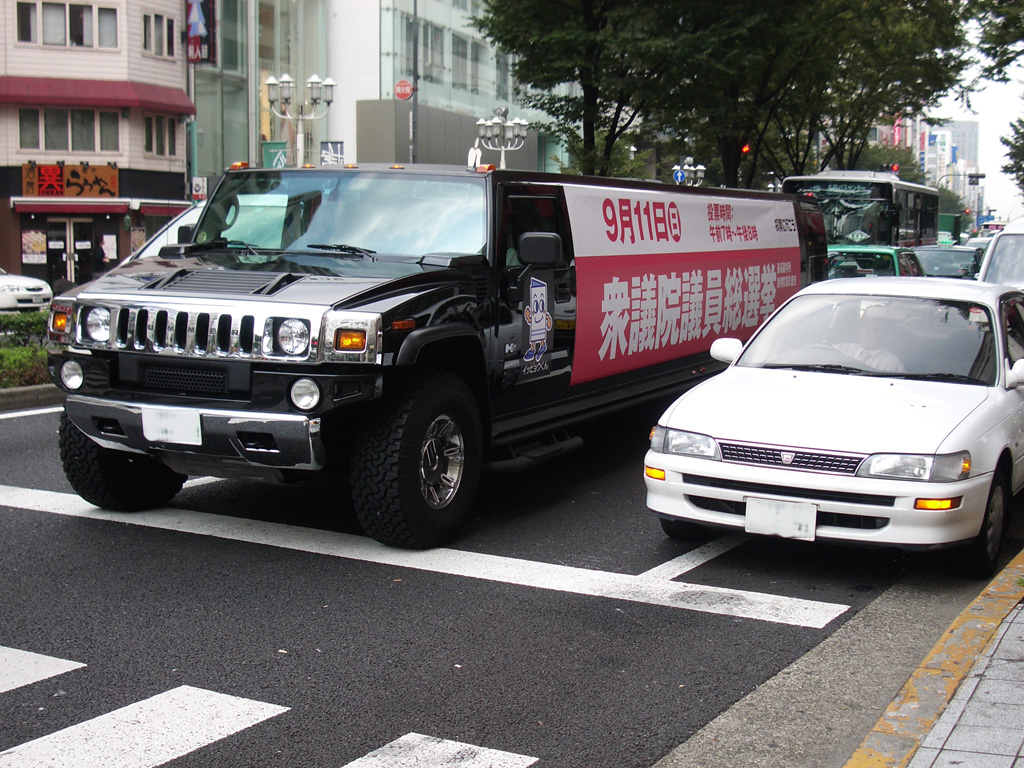
選挙啓発を行うハマー（名古屋市）

総務省と明るい選挙推進協会は公示日の8月30日から「日本の行き先を決めるのは、あなたです。」をキャッチフレーズに、サッカー選手の川口能活と女優の加藤あいを投票率が低い20代から30代前半に向けた投票喚起イメージキャラクターとして起用。新聞、ラジオ、TV、インターネット等の各広告媒体に出稿し、選挙期間中の選挙啓発を行った。

### 同日実施の選挙等
国民投票
- 2005年最高裁判所裁判官国民審査

首長選挙
- 茨城県知事選挙
- 山形県村山市長選挙
- 福島県いわき市長選挙
- 京都府城陽市長選挙
- 愛媛県宇和島市長選挙

### その他
第一生命経済研究所は、今回の総選挙による経済波及効果は2000億円を超える試算した結果を公表した。

## 選挙活動

### 党派別立候補者数
| 党派                                                                               | 党派             | 計    | 内訳 | 内訳 | 内訳 | 男性 | 女性 | 小選挙区 | 小選挙区 | 小選挙区 | 小選挙区 | 小選挙区 | 小選挙区 | 比例代表 | 比例代表 | 比例代表 | 比例代表 | 比例代表 | 比例代表 | 比例代表 | 比例代表 | 公示前 |
| 党派                                                                               | 党派             | 計    | 前   | 元   | 新   | 男性 | 女性 | 計       | 前       | 元       | 新       | 男性     | 女性     | 計       | 単独     | 重複     | 前       | 元       | 新       | 男性     | 女性     | 公示前 |
| ---------------------------------------------------------------------------------- | ---------------- | ----- | ---- | ---- | ---- | ---- | ---- | -------- | -------- | -------- | -------- | -------- | -------- | -------- | -------- | -------- | -------- | -------- | -------- | -------- | -------- | ------ |
|                                                                                    | 自由民主党       | 346   | 201  | 21   | 124  | 320  | 26   | 290      | 188      | 17       | 188      | 268      | 22       | 336      | 56       | 280      | 39       | 4        | 13       | 52       | 4        | 212    |
|                                                                                    | 民主党           | 299   | 175  | 13   | 111  | 275  | 24   | 289      | 102      | 13       | 174      | 266      | 23       | 295      | 10       | 285      | 1        | 0        | 9        | 9        | 1        | 177    |
|                                                                                    | 公明党           | 52    | 31   | 2    | 19   | 46   | 6    | 9        | 9        | 0        | 0        | 9        | 0        | 43       | 43       | 0        | 22       | 2        | 19       | 37       | 6        | 34     |
|                                                                                    | 日本共産党       | 292   | 8    | 5    | 279  | 223  | 69   | 275      | 4        | 3        | 268      | 213      | 62       | 39       | 17       | 22       | 4        | 2        | 11       | 10       | 7        | 9      |
|                                                                                    | 社会民主党       | 45    | 5    | 12   | 28   | 31   | 14   | 38       | 4        | 8        | 26       | 28       | 10       | 43       | 7        | 36       | 1        | 4        | 2        | 3        | 4        | 5      |
|                                                                                    | 国民新党         | 14    | 4    | 0    | 10   | 14   | 0    | 10       | 4        | 0        | 6        | 10       | 0        | 11       | 4        | 7        | 0        | 0        | 4        | 4        | 0        | 4      |
|                                                                                    | 新党日本         | 8     | 3    | 1    | 4    | 8    | 0    | 6        | 2        | 1        | 3        | 6        | 0        | 8        | 2        | 6        | 1        | 0        | 1        | 2        | 0        | 3      |
|                                                                                    | 新党大地         | 4     | 0    | 1    | 3    | 2    | 2    | 1        | 0        | 0        | 1        | 1        | 0        | 3        | 3        | －       | 0        | 1        | 2        | 1        | 2        | 0      |
|                                                                                    | 世界経済共同体党 | 1     | 0    | 0    | 1    | 1    | 0    | 1        | 0        | 0        | 1        | 1        | 0        | －       | －       | －       | －       | －       | －       | －       | －       | 0      |
|                                                                                    | 自由連合         | 0     | －   | －   | －   | －   | －   | －       | －       | －       | －       | －       | －       | －       | －       | －       | －       | －       | －       | －       | －       | 1      |
|                                                                                    | 無所属           | 70    | 30   | 5    | 35   | 64   | 6    | 70       | 30       | 5        | 35       | 64       | 6        | －       | －       | －       | －       | －       | －       | －       | －       | 32     |
| 合計                                                                               | 合計             | 1,131 | 457  | 60   | 614  | 984  | 147  | 989      | 415      | 47       | 527      | 866      | 123      | 778      | 142      | 636      | 42       | 13       | 87       | 118      | 24       | 477    |
| 出典：総務省｜平成17年9月11日執行 衆議院議員総選挙・最高裁判所裁判官国民審査結果調 |                  |       |      |      |      |      |      |          |          |          |          |          |          |          |          |          |          |          |          |          |          |        |

### 党派の動き

#### 与党
- 自由民主党（小泉純一郎総裁）
- 公明党（神崎武法代表）

自民党内の話題が一服すると、政策論争は小泉が主張する郵政民営化一色になった。

#### 野党
- 民主党（岡田克也代表）

民主党は年金など他にも話題があるとして、自民党の土俵には乗らない戦略をとろうとした。郵政については、「自民党の郵政民営化法案には反対だが、民営化そのものには反対していない」という抽象的な主張であった。民主党は小泉と民主党代表岡田克也の党首討論を提案したが、自民党は他の党に対して不公平だ、として結局政党要件を満たす全党党首による党首討論が行われた。インターネット普及率の高まりを受けて、各党・各候補者ともホームページやブログなどを充実させておりネット選挙に力を入れていた。自民党はこれに目をつけ、民主党が公示後にホームページを更新したとして総務省に通報し、総務省は公職選挙法の文書図画頒布の禁止に触れる恐れがあると警告した。民主党側は該当の記事をホームページから削除する一方、当の通報した自民党が2005年4月の衆議院議員統一補欠選挙、同年7月の東京都議会議員選挙の期間中にホームページで選挙情報を宣伝していたことを質す公開質問状を総務省に提出し、インターネットを想定していない（当時の）公職選挙法の問題が浮かび上がった。
- 日本共産党（志位和夫委員長）

共産党は1996年以降の総選挙において全小選挙区に公認候補（または推薦候補）を擁立してきたが、今回は突然の解散による準備不足のために候補の擁立ができない選挙区が存在し、300選挙区中25選挙区で共産空白区が生まれ、16選挙区で自民党候補と民主党候補の一騎討ちとなった。
- 社会民主党（福島瑞穂党首）

比例中国ブロックから社会民主党比例名簿5位候補（比例単独）で立候補した党山口県連副代表の羽熊直行が、2003年4月に立候補し落選した山口県熊毛郡上関町議会議員補欠選挙において公職選挙法違反（詐偽投票など）の罪を犯し、2004年6月に有罪が確定し公民権停止状態にある事が公示後に判明。中央選挙管理会により比例名簿から抹消される前代未聞の事態が発生した。国政選挙で公示後に比例名簿から抹消されたのは第41回衆議院議員総選挙の選挙期間中に病死した戸井田三郎以来2例目であるが、公民権停止により立候補資格自体が無い事が判明して抹消されたのは羽熊が初めてである。社民党は幹事長又市征治が謝罪談話を発表する等の対応に追われ、羽熊は選挙後に中央選挙管理会により虚偽宣誓容疑で警視庁麹町警察署に告発された。
- 国民新党（綿貫民輔代表）
- 新党日本（田中康夫代表）

#### キャッチコピー
- 自由民主党：改革を止めるな。
- 民主党　　：日本を、あきらめない。
- 公明党　　：日本を前へ。改革を前へ。
- 日本共産党：たしかな野党が必要です
- 社会民主党：国民を見ずして、改革なし。
- 国民新党　：権力の暴走をとめろ。
- 新党日本　：信じられる日本へ

## 主な争点
- 郵政民営化の是非

『朝日新聞』編集委員の星浩は、本来、社会保障、税制改革、外交、安全保障、小泉がずっと続けてきた靖国神社の参拝問題といった争点が山ほどありながら、郵政民営化に単一化されてしまったと指摘している。

## 選挙結果

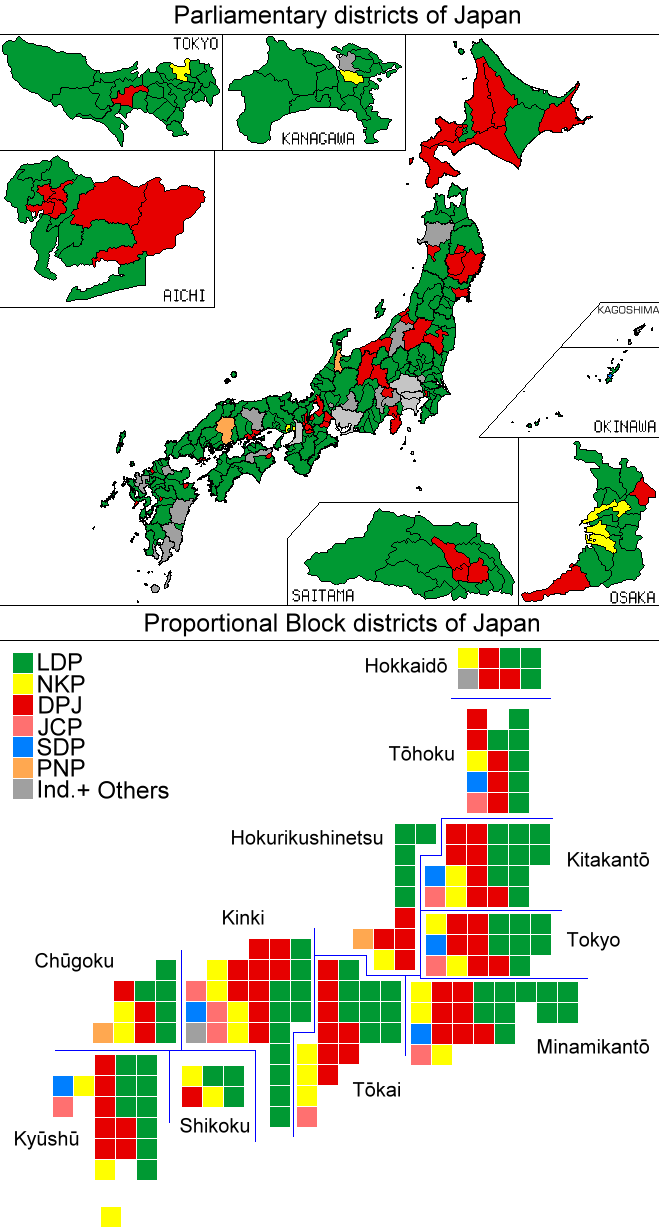
小選挙区における各党の勝敗を地図にしたもの。北海道などごく一部地域を除き、自民党が大都市部を含め圧勝したことが一目瞭然である。

### 概要
投票率は小選挙区が67.51%（前回衆院選59.86%）、比例代表が67.46%（同59.81%）と上昇した。また、期日前投票も8,962,955人（有権者のうち8.67%）と上昇した。
開票結果は与党が327議席（自民党が296議席・公明党が31議席）と圧倒的勝利を収めた。比例区の東京ブロック・南関東ブロック・近畿ブロック・四国ブロックでは自民党重複候補の多くが小選挙区で当選し、比例名簿の下位順位の候補が議席が配分され、比例下位順位の当選者が13人も存在した。これは1996年衆院選の北関東ブロックで比例下位順位登載者が3人当選して以来である。特に比例東京ブロック（定数17）において、ドント方式による分配では自民党に8人目の当選枠が割り当てられるはずだったが、すでに名簿登載者全員が当選していたため、公職選挙法の規定により自民党分の議席は（仮に18人目の議席があれば配分される予定であった）社民党に配分され保坂展人が当選するという、日本の比例代表制で初めての事態が発生した。
この選挙によって自民党には多くの新人議員が誕生したが、当選した自民党新人議員達は社民党の「土井チルドレン」を真似て「小泉チルドレン」と呼ばれた（このように、ブームに乗って当選した候補を「コートテール」と呼ぶ）。
注目の候補として堀江貴文（ライブドア元社長）は広島6区から無所属で立候補したが、実質的には自民党候補として応援を受ける形で選挙戦に臨んだ。結果は郵政法案に反対して国民新党を結成した亀井静香と戦い落選したが、選挙中は観光客にサインするなど多くの話題を振り撒いた。また、演説中に対立候補の亀井本人が「応援のため」駆けつけるという（ただし、華やかなものではなく、お互い声を嗄らしてエールを送り合うというものだった）、選挙では珍しいシーンがみられた。ライブドアのニュースサイトでは公職選挙法に抵触するのを避けるため、選挙関連のニュースの掲載を自粛した。
一方、野党は、民主党が113議席と選挙前の177議席から大幅に議席を減らす大敗を喫した。党幹部では代表代行の藤井裕久（後に比例繰り上げ当選）、副代表の石井一、米沢隆旧民社党委員長に加え、鹿野道彦・中野寛成衆議院副議長などといった当選を続けてきたベテラン議員も落選するなど軒並み苦戦を強いられた。代表の岡田克也は大敗の引責により辞任し、後任には民主党内でも最右派といわれる前原誠司が就任した。この選挙では当選したが、2012年の第46回衆議院議員総選挙で落選した民主党候補も多い（松本龍・鉢呂吉雄・田中眞紀子など）。
郵政民営化反対を旗印に結党された国民新党・新党日本は選挙協力を行ったが、それぞれ明暗が分かれた。地方を地盤とする国民新党は幹事長の亀井久興が比例復活となり津島恭一が議席を失ったものの、代表の綿貫民輔の地盤の富山県が含まれる比例北陸信越ブロックで議席を獲得するなど公示前勢力の4議席を維持した。一方、都市部中心の新党日本の獲得議席は小選挙区で議席を獲得できず、比例近畿ブロックで滝実が比例復活で獲得した1議席に留まり、代表代行の小林興起や副代表の青山丘が議席を失い、公示前から2議席減らした。なお、国民新党は所属国会議員が参議院議員の田村秀昭も含めて5人となったため、新党日本は比例選での得票合計が約164万票で比例全ブロックの有効投票総数の2%を超えたため、いずれも政党助成法が定める政党要件を満たし「政党」として存続できることになった。
郵政造反組で前出の国民新党・新党日本に加わらなかった自民非公認の無所属議員は14人が当選したが、公示前より半減させている。多くが自民党公認のいわゆる「刺客候補」を擁立されたが、非公認組の傾向として前出の2政党と同様に地方の選挙区では比較的強く、平沼赳夫、堀内光雄、保利耕輔、野呂田芳成、野田聖子などといったベテランを中心に議席を確保したが、逆に都市部での落選が目立った。
共産党は公示前議席を確保、社民党は選挙前に副党首だった横光克彦などが民主党に移籍した事なども苦戦も予想されたが、公示前を2議席上回った。ただし前党首の土井たか子は比例近畿ブロックの単独立候補に回ったこともあり、落選している。
郵政問題に絡む自民党からの離党者などを除く無所属議員は3名（江田憲司・田中眞紀子・徳田毅）となり、死票を増やすデメリットと引き換えに安定政権を創出しやすい（わずかな世論の変化が大きな議席数変動をうながす）小選挙区制度の功罪が改めて浮き彫りとなった。
女性当選者数は43人に上り、これまでの記録だった1946年（昭和21年）の39人を59年ぶりに更新した。
収賄罪などで公判中の鈴木宗男、収賄罪で実刑が確定し刑期を終えた元建設大臣の中村喜四郎、詐欺で有罪となった元社民党政策審議会長の辻元清美、暴力団の秘書給与肩代わり問題などで前回衆議院選挙で落選した松浪健四郎らが当選するなど「みそぎの選挙」が多く見られた。

### 党派別獲得議席
|                                                                                     |                        |                        |                        |                        |                        |                        |                        |                        |             |          |        |
| 党派                                                                                | 党派                   | 党派                   | 獲得 議席              | 増減                   | 小選挙区               | 小選挙区               | 小選挙区               | 比例代表               | 比例代表    | 比例代表 | 公示前 |
| 党派                                                                                | 党派                   | 党派                   | 獲得 議席              | 増減                   | 議席                   | 得票数                 | 得票率                 | 議席                   | 得票数      | 得票率   | 公示前 |
| 与党（自公）                                                                        | 与党（自公）           | 与党（自公）           | 327                    | 081                    | 227                    | 33,499,494.918         | 49.22%                 | 100                    | 34,875,418  | 51.43%   | 246    |
|                                                                                     |                        | 自由民主党             | 296                    | 084                    | 219                    | 32,518,389.918         | 47.77%                 | 77                     | 25,887,798  | 38.18%   | 212    |
|                                                                                     | 公明党                 | 31                     | 003                    | 8                      | 981,105.000            | 1.44%                  | 23                     | 8,987,620              | 13.25%      | 34       |        |
| 野党・無所属                                                                        | 野党・無所属           | 野党・無所属           | 153                    | 078                    | 73                     | 34,566,797.006         | 50.78%                 | 80                     | 32,935,651  | 48.57%   | 231    |
|                                                                                     |                        | 民主党                 | 113                    | 064                    | 52                     | 24,804,786.739         | 36.44%                 | 61                     | 21,036,425  | 31.02%   | 177    |
|                                                                                     | 日本共産党             | 9                      | 増減なし               | 0                      | 4,937,375.030          | 7.25%                  | 9                      | 4,919,187              | 7.25%       | 9        |        |
|                                                                                     | 社会民主党             | 7                      | 002                    | 1                      | 996,007.697            | 1.46%                  | 6                      | 3,719,522              | 5.49%       | 5        |        |
|                                                                                     | 国民新党               | 4                      | 増減なし               | 2                      | 432,679.000            | 0.64%                  | 2                      | 1,183,073              | 1.74%       | 4        |        |
|                                                                                     | 新党日本               | 1                      | 002                    | 0                      | 137,172.000            | 0.20%                  | 1                      | 1,643,506              | 2.42%       | 3        |        |
|                                                                                     | 新党大地               | 1                      | 001                    | 0                      | 16,698.000             | 0.02%                  | 1                      | 433,938                | 0.64%       | 0        |        |
|                                                                                     | 世界経済共同体党       | 0                      | 増減なし               | 0                      | 1,557.000              | 0.00%                  | －                     | －                     | －          | 0        |        |
|                                                                                     | 無所属                 | 18                     | 014                    | 18                     | 3,240,521.540          | 4.76%                  | －                     | －                     | －          | 32       |        |
|                                                                                     | 欠員                   | 欠員                   | 0                      | 003                    | －                     | －                     | －                     | －                     | －          | －       | 3      |
| 総計                                                                                | 総計                   | 総計                   | 480                    | 増減なし               | 300                    | 68,066,291.924         | 100.0%                 | 180                    | 67,811,069  | 100.0%   | 480    |
| 有効票数（有効率）                                                                  | 有効票数（有効率）     | 有効票数（有効率）     | 有効票数（有効率）     | 有効票数（有効率）     | 有効票数（有効率）     | 68,066,292             | 97.90%                 |                        | 67,811,069  | 97.53%   |        |
| 無効票数（無効票率）                                                                | 無効票数（無効票率）   | 無効票数（無効票率）   | 無効票数（無効票率）   | 無効票数（無効票率）   | 無効票数（無効票率）   | 1,458,340              | 2.10%                  | 1,717,357              | 2.47%       |          |        |
| 投票総数                                                                            | 投票総数               | 投票総数               | 投票総数               | 投票総数               | 投票総数               | 69,524,632             | －                     | 69,528,426             | －          |          |        |
| 不足数（不足率）                                                                    | 不足数（不足率）       | 不足数（不足率）       | 不足数（不足率）       | 不足数（不足率）       | 不足数（不足率）       | 1,992                  | －                     | 3,760                  | －          |          |        |
| 投票者数（投票率）                                                                  | 投票者数（投票率）     | 投票者数（投票率）     | 投票者数（投票率）     | 投票者数（投票率）     | 投票者数（投票率）     | 69,526,624             | 67.51%                 | 69,532,186             | 67.52%      |          |        |
| 国内投票者数（投票率）                                                              | 国内投票者数（投票率） | 国内投票者数（投票率） | 国内投票者数（投票率） | 国内投票者数（投票率） | 国内投票者数（投票率） | 国内投票者数（投票率） | 国内投票者数（投票率） | 国内投票者数（投票率） | 69,510,850  | 67.50%   |        |
| 在外投票者数（投票率）                                                              | 在外投票者数（投票率） | 在外投票者数（投票率） | 在外投票者数（投票率） | 在外投票者数（投票率） | 在外投票者数（投票率） | 在外投票者数（投票率） | 在外投票者数（投票率） | 在外投票者数（投票率） | 21,336      | 25.78%   |        |
| 棄権者数（棄権率）                                                                  | 棄権者数（棄権率）     | 棄権者数（棄権率）     | 棄権者数（棄権率）     | 棄権者数（棄権率）     | 棄権者数（棄権率）     | 33,458,589             | 32.49%                 | 33,535,780             | 32.48%      |          |        |
| 国内棄権者数（棄権率）                                                              | 国内棄権者数（棄権率） | 国内棄権者数（棄権率） | 国内棄権者数（棄権率） | 国内棄権者数（棄権率） | 国内棄権者数（棄権率） | 国内棄権者数（棄権率） | 国内棄権者数（棄権率） | 国内棄権者数（棄権率） | 33,474,363  | 32.50%   |        |
| 在外棄権者数（棄権率）                                                              | 在外棄権者数（棄権率） | 在外棄権者数（棄権率） | 在外棄権者数（棄権率） | 在外棄権者数（棄権率） | 在外棄権者数（棄権率） | 在外棄権者数（棄権率） | 在外棄権者数（棄権率） | 在外棄権者数（棄権率） | 61,417      | 74.22%   |        |
| 有権者数                                                                            | 有権者数               | 有権者数               | 有権者数               | 有権者数               | 有権者数               | 102,985,213            | 100.0%                 | 103,067,966            | 100.0%      |          |        |
| 国内有権者数（国内率）                                                              | 国内有権者数（国内率） | 国内有権者数（国内率） | 国内有権者数（国内率） | 国内有権者数（国内率） | 国内有権者数（国内率） | 国内有権者数（国内率） | 国内有権者数（国内率） | 国内有権者数（国内率） | 102,985,213 | 99.92%   |        |
| 在外有権者数（在外率）                                                              | 在外有権者数（在外率） | 在外有権者数（在外率） | 在外有権者数（在外率） | 在外有権者数（在外率） | 在外有権者数（在外率） | 在外有権者数（在外率） | 在外有権者数（在外率） | 在外有権者数（在外率） | 82,753      | 0.08%    |        |
| 出典：平成17年9月11日執行 衆議院議員総選挙・最高裁判所裁判官国民審査結果調 - 総務省 |                        |                        |                        |                        |                        |                        |                        |                        |             |          |        |

- 野党・無所属の公示前勢力（231）に、候補者を擁立しなかった自由連合（1）を含む。

小選挙区投票率：67.51%（前回比： 7.65%）
【男性：66.80%（前回比： 7.12%） 女性：68.18%（前回比： 8.15%）】
比例代表投票率：67.46%（前回比： 7.65%）
【男性：66.75%（前回比： 7.12%） 女性：68.13%（前回比： 8.14%）】 		
在外投票率：25.78%（前回比： 9.85%%）
【男性：26.42%（前回比： 10.25%） 女性：25.11%（前回比： 9.44%）】

### 党派別当選者内訳
| 党派                                 | 党派       | 計  | 内訳 | 内訳 | 内訳 | 男性 | 女性 | 小選挙区 | 小選挙区 | 小選挙区 | 小選挙区 | 小選挙区 | 小選挙区 | 比例代表 | 比例代表 | 比例代表 | 比例代表 | 比例代表 | 比例代表 | 比例代表 | 比例代表 |
| 党派                                 | 党派       | 計  | 前   | 元   | 新   | 男性 | 女性 | 計       | 前       | 元       | 新       | 男性     | 女性     | 計       | 単独     | 重複     | 前       | 元       | 新       | 男性     | 女性     |
| ------------------------------------ | ---------- | --- | ---- | ---- | ---- | ---- | ---- | -------- | -------- | -------- | -------- | -------- | -------- | -------- | -------- | -------- | -------- | -------- | -------- | -------- | -------- |
|                                      | 自由民主党 | 296 | 197  | 16   | 83   | 270  | 26   | 219      | 174      | 9        | 36       | 205      | 14       | 77       | 25       | 48       | 23       | 7        | 47       | 65       | 12       |
|                                      | 民主党     | 113 | 96   | 4    | 13   | 106  | 7    | 52       | 50       | 0        | 2        | 49       | 3        | 61       | 2        | 59       | 46       | 4        | 11       | 57       | 4        |
|                                      | 公明党     | 31  | 29   | 0    | 2    | 27   | 4    | 8        | 8        | 0        | 0        | 8        | 0        | 23       | 23       | 0        | 21       | 0        | 2        | 19       | 4        |
|                                      | 日本共産党 | 9   | 8    | 0    | 1    | 7    | 2    | 0        | 0        | 0        | 0        | 0        | 0        | 9        | 5        | 4        | 8        | 0        | 1        | 7        | 2        |
|                                      | 社会民主党 | 7   | 2    | 5    | 0    | 5    | 2    | 1        | 1        | 0        | 0        | 1        | 0        | 6        | 2        | 4        | 1        | 5        | 0        | 5        | 2        |
|                                      | 国民新党   | 4   | 3    | 0    | 1    | 4    | 0    | 2        | 2        | 0        | 0        | 2        | 0        | 2        | 1        | 1        | 1        | 0        | 1        | 2        | 0        |
|                                      | 新党日本   | 1   | 1    | 0    | 0    | 1    | 0    | 0        | 0        | 0        | 0        | 0        | 0        | 1        | 0        | 1        | 1        | 0        | 0        | 1        | 0        |
|                                      | 新党大地   | 1   | 0    | 1    | 0    | 1    | 0    | 0        | 0        | 0        | 0        | 0        | 0        | 1        | 1        | 0        | 0        | 1        | 0        | 1        | 0        |
|                                      | 無所属     | 18  | 14   | 3    | 1    | 16   | 2    | 18       | 14       | 3        | 1        | 16       | 2        | －       | －       | －       | －       | －       | －       | －       | －       |
| 合計                                 | 合計       | 480 | 350  | 29   | 101  | 437  | 43   | 300      | 249      | 12       | 39       | 281      | 19       | 180      | 63       | 117      | 101      | 17       | 62       | 156      | 24       |
| 出典：衆議院総選挙における女性候補者 |            |     |      |      |      |      |      |          |          |          |          |          |          |          |          |          |          |          |          |          |          |

|                                                  |
| 各党の獲得議席割合：小選挙区（左）比例代表（右） |

### 都道府県別小選挙区獲得議席
|          |      |      |      |        |      |      |      |      |           |        |                 |
| 都道府県 | 区数 | 自民 | 公明 | 与党計 | 民主 | 社民 | 国民 | 諸他 | 無 (造反) | 野党計 | 与党計 - 野党計 |
| 北海道   | 12   | 4    | 0    | 4      | 8    | 0    | 0    | 0    | 0         | 8      | -4              |
| 青森県   | 4    | 4    | 0    | 4      | 0    | 0    | 0    | 0    | 0         | 0      | 4               |
| 岩手県   | 4    | 1    | 0    | 1      | 3    | 0    | 0    | 0    | 0         | 3      | -2              |
| 宮城県   | 6    | 5    | 0    | 5      | 1    | 0    | 0    | 0    | 0         | 1      | 4               |
| 秋田県   | 3    | 1    | 0    | 1      | 1    | 0    | 0    | 0    | 1         | 2      | -1              |
| 山形県   | 3    | 3    | 0    | 3      | 0    | 0    | 0    | 0    | 0         | 0      | 3               |
| 福島県   | 5    | 3    | 0    | 3      | 2    | 0    | 0    | 0    | 0         | 2      | 1               |
| 茨城県   | 7    | 5    | 0    | 5      | 1    | 0    | 0    | 1    | 0         | 2      | 3               |
| 栃木県   | 5    | 5    | 0    | 5      | 0    | 0    | 0    | 0    | 0         | 0      | 5               |
| 群馬県   | 5    | 5    | 0    | 5      | 0    | 0    | 0    | 0    | 0         | 0      | 5               |
| 埼玉県   | 15   | 12   | 0    | 12     | 3    | 0    | 0    | 0    | 0         | 3      | 9               |
| 千葉県   | 13   | 12   | 0    | 12     | 1    | 0    | 0    | 0    | 0         | 1      | 11              |
| 神奈川県 | 18   | 16   | 1    | 17     | 0    | 0    | 0    | 1    | 0         | 1      | 16              |
| 山梨県   | 3    | 0    | 0    | 2      | 1    | 0    | 0    | 0    | 2         | 1      | 1               |
| 東京都   | 25   | 23   | 1    | 24     | 1    | 0    | 0    | 0    | 0         | 1      | 23              |
| 新潟県   | 6    | 2    | 0    | 2      | 3    | 0    | 0    | 1    | 0         | 4      | -2              |
| 富山県   | 3    | 2    | 0    | 2      | 0    | 0    | 1    | 0    | 0         | 1      | 1               |
| 石川県   | 3    | 3    | 0    | 3      | 0    | 0    | 0    | 0    | 0         | 0      | 3               |
| 福井県   | 3    | 3    | 0    | 3      | 0    | 0    | 0    | 0    | 0         | 0      | 3               |
| 長野県   | 5    | 3    | 0    | 3      | 2    | 0    | 0    | 0    | 0         | 2      | 1               |
| 岐阜県   | 5    | 3    | 0    | 3      | 0    | 0    | 0    | 0    | 2         | 2      | 1               |
| 静岡県   | 8    | 6    | 0    | 6      | 2    | 0    | 0    | 0    | 0         | 2      | 4               |
| 愛知県   | 15   | 9    | 0    | 9      | 6    | 0    | 0    | 0    | 0         | 6      | 3               |
| 三重県   | 5    | 3    | 0    | 3      | 2    | 0    | 0    | 0    | 0         | 2      | 1               |
| 滋賀県   | 4    | 2    | 0    | 2      | 2    | 0    | 0    | 0    | 0         | 2      | 0               |
| 京都府   | 6    | 3    | 0    | 3      | 3    | 0    | 0    | 0    | 0         | 3      | 0               |
| 大阪府   | 19   | 13   | 4    | 17     | 2    | 0    | 0    | 0    | 0         | 2      | 15              |
| 兵庫県   | 12   | 10   | 2    | 12     | 0    | 0    | 0    | 0    | 0         | 0      | 12              |
| 奈良県   | 4    | 3    | 0    | 3      | 1    | 0    | 0    | 0    | 0         | 1      | 2               |
| 和歌山県 | 3    | 3    | 0    | 3      | 0    | 0    | 0    | 0    | 0         | 0      | 3               |
| 鳥取県   | 2    | 2    | 0    | 2      | 0    | 0    | 0    | 0    | 0         | 0      | 2               |
| 島根県   | 2    | 2    | 0    | 2      | 0    | 0    | 0    | 0    | 0         | 0      | 2               |
| 岡山県   | 5    | 2    | 0    | 2      | 2    | 0    | 0    | 0    | 1         | 3      | -1              |
| 広島県   | 7    | 6    | 0    | 6      | 0    | 0    | 1    | 0    | 0         | 1      | 5               |
| 山口県   | 4    | 4    | 0    | 4      | 0    | 0    | 0    | 0    | 0         | 0      | 4               |
| 徳島県   | 3    | 1    | 0    | 1      | 1    | 0    | 0    | 0    | 1         | 2      | -1              |
| 香川県   | 3    | 3    | 0    | 3      | 0    | 0    | 0    | 0    | 0         | 0      | 3               |
| 愛媛県   | 4    | 4    | 0    | 4      | 0    | 0    | 0    | 0    | 0         | 0      | 4               |
| 高知県   | 3    | 3    | 0    | 3      | 0    | 0    | 0    | 0    | 0         | 0      | 3               |
| 福岡県   | 11   | 9    | 0    | 9      | 1    | 0    | 0    | 0    | 1         | 2      | 7               |
| 佐賀県   | 3    | 1    | 0    | 3      | 0    | 0    | 0    | 0    | 2         | 2      | -1              |
| 長崎県   | 4    | 3    | 0    | 3      | 1    | 0    | 0    | 0    | 0         | 1      | 2               |
| 熊本県   | 5    | 4    | 0    | 4      | 1    | 0    | 0    | 0    | 0         | 1      | 3               |
| 大分県   | 3    | 2    | 0    | 2      | 1    | 0    | 0    | 0    | 0         | 1      | 1               |
| 宮崎県   | 3    | 1    | 0    | 1      | 0    | 0    | 0    | 0    | 2         | 2      | -1              |
| 鹿児島県 | 5    | 3    | 0    | 3      | 0    | 0    | 0    | 1    | 1         | 2      | 1               |
| 沖縄県   | 4    | 2    | 0    | 2      | 0    | 1    | 0    | 1    | 0         | 2      | 0               |
| 合計     | 300  | 219  | 8    | 227    | 52   | 1    | 2    | 5    | 13        | 73     | 154             |

### ブロック別比例代表獲得議席
| ブロック | 定数 | 自民 | 公明 | 与党計 | 民主 | 国民 | 社民 | 共産 | 諸他 | 野党計 | 与党計 - 野党計 |
| -------- | ---- | ---- | ---- | ------ | ---- | ---- | ---- | ---- | ---- | ------ | --------------- |
| 北海道   | 8    | 3    | 1    | 4      | 3    | 0    | 0    | 0    | 1    | 4      | 0               |
| 東北     | 14   | 6    | 1    | 7      | 5    | 0    | 1    | 1    | 0    | 7      | 0               |
| 北関東   | 20   | 9    | 2    | 11     | 7    | 0    | 1    | 1    | 0    | 9      | 2               |
| 南関東   | 22   | 10   | 3    | 13     | 7    | 0    | 1    | 1    | 0    | 9      | 4               |
| 東京     | 17   | 7    | 2    | 9      | 6    | 0    | 1    | 1    | 0    | 8      | 1               |
| 北陸信越 | 11   | 5    | 1    | 6      | 4    | 1    | 0    | 0    | 0    | 5      | 1               |
| 東海     | 21   | 9    | 3    | 12     | 8    | 0    | 0    | 1    | 0    | 9      | 3               |
| 近畿     | 29   | 11   | 4    | 15     | 9    | 0    | 1    | 3    | 1    | 14     | 1               |
| 中国     | 11   | 5    | 2    | 7      | 3    | 1    | 0    | 0    | 0    | 4      | 3               |
| 四国     | 6    | 3    | 1    | 4      | 2    | 0    | 0    | 0    | 0    | 2      | 2               |
| 九州沖縄 | 21   | 9    | 3    | 12     | 7    | 0    | 1    | 1    | 0    | 9      | 3               |
| 合計     | 180  | 77   | 23   | 100    | 61   | 2    | 6    | 9    | 2    | 80     | 20              |

## 政党
| 与党(自公連立政権) 自由民主党：296議席 総裁：小泉純一郎 幹事長 ：武部勤 総務会長 ：久間章生 政務調査会長 ：与謝野馨 国会対策委員長：中川秀直 参議院議員会長：青木幹雄                                                   | 公明党：31議席 代表：神崎武法 代表代行 ：浜四津敏子 副代表 ：坂口力 草川昭三 幹事長 ：冬柴鐵三 政務調査会長 ：井上義久 国会対策委員長：東順治 参議院議員会長：草川昭三 最高顧問 ：藤井富雄 名誉顧問 ：石田幸四郎 | |
| 野党 民主党：113議席 代表：岡田克也 代表代行 ：藤井裕久 副代表 ：石井一 岡崎トミ子 小沢一郎 中井洽 米沢隆 幹事長 ：川端達夫 政策調査会長 ：仙谷由人 国会対策委員長：鉢呂吉雄 参議院議員会長：江田五月 最高顧問 ：羽田孜 | 日本共産党：9議席 議長 ：不破哲三 委員長：志位和夫 副委員長 ：石井郁子 上田耕一郎 浜野忠夫 書記局長 ：市田忠義 政策委員会責任者：小池晃 国会対策委員長 ：穀田恵二 参議院議員団長 ：吉川春子                      | 社会民主党：7議席 党首：福島瑞穂 副党首 ：照屋寛徳 渕上貞雄 中西績介 幹事長 ：又市征治 政策審議会長 ：阿部知子 国会対策委員長：（空席） 参議院議員会長：渕上貞雄（兼） |
| 国民新党：4議席 代表：綿貫民輔 代表代行 ：亀井静香 副代表 ：紺谷典子 幹事長 ：亀井久興 政策委員会責任者：紺谷典子（兼）                                                                                                 | 新党日本：1議席 代表：田中康夫 代表代行：小林興起 副代表 ：滝実 青山丘 幹事長 ：荒井広幸 | |

諸派：1議席
- 1議席（1団体）

新党大地：鈴木宗男（比例北海道）

## 議員

### 小選挙区当選者
自民党   民主党   公明党   国民新党   社民党   無所属 
| 都道府県 | 区   | 当選者     | 区   | 当選者       | 区   | 当選者     | 区   | 当選者       | 区   | 当選者     | ブロック | 小選挙区増減                                                        |
| -------- | ---- | ---------- | ---- | ------------ | ---- | ---------- | ---- | ------------ | ---- | ---------- | -------- | ------------------------------------------------------------------- |
| 北海道   | 1区  | 横路孝弘   | 2区  | 三井辨雄     | 3区  | 石崎岳     | 4区  | 鉢呂吉雄     | 5区  | 町村信孝   | 北海道   | 自民党 5→4 民主党 7→8                                               |
| 北海道   | 6区  | 佐々木隆博 | 7区  | 仲野博子     | 8区  | 金田誠一   | 9区  | 鳩山由紀夫   | 10区 | 小平忠正   | 北海道   | 自民党 5→4 民主党 7→8                                               |
| 北海道   | 11区 | 中川昭一   | 12区 | 武部勤       |      |            |      |              |      |            | 北海道   | 自民党 5→4 民主党 7→8                                               |
| 青森県   | 1区  | 津島雄二   | 2区  | 江渡聡徳     | 3区  | 大島理森   | 4区  | 木村太郎     |      |            | 東北     | 欠員1 自民党 16→17 民主党 7→7 無所属 1→1                            |
| 岩手県   | 1区  | 達増拓也   | 2区  | 鈴木俊一     | 3区  | 黄川田徹   | 4区  | 小沢一郎     |      |            | 東北     | 欠員1 自民党 16→17 民主党 7→7 無所属 1→1                            |
| 宮城県   | 1区  | 土井亨     | 2区  | 秋葉賢也     | 3区  | 西村明宏   | 4区  | 伊藤信太郎   | 5区  | 安住淳     | 東北     | 欠員1 自民党 16→17 民主党 7→7 無所属 1→1                            |
| 宮城県   | 6区  | 小野寺五典 |      |              |      |            |      |              |      |            | 東北     | 欠員1 自民党 16→17 民主党 7→7 無所属 1→1                            |
| 秋田県   | 1区  | 寺田学     | 2区  | 野呂田芳成   | 3区  | 御法川信英 |      |              |      |            | 東北     | 欠員1 自民党 16→17 民主党 7→7 無所属 1→1                            |
| 山形県   | 1区  | 遠藤利明   | 2区  | 遠藤武彦     | 3区  | 加藤紘一   |      |              |      |            | 東北     | 欠員1 自民党 16→17 民主党 7→7 無所属 1→1                            |
| 福島県   | 1区  | 亀岡偉民   | 2区  | 根本匠       | 3区  | 玄葉光一郎 | 4区  | 渡部恒三     | 5区  | 吉野正芳   | 東北     | 欠員1 自民党 16→17 民主党 7→7 無所属 1→1                            |
| 茨城県   | 1区  | 赤城徳彦   | 2区  | 額賀福志郎   | 3区  | 葉梨康弘   | 4区  | 梶山弘志     | 5区  | 大畠章宏   | 北関東   | 欠員1 自民党 21→27 民主党 9→4 無所属 1→1                            |
| 茨城県   | 6区  | 丹羽雄哉   | 7区  | 中村喜四郎   |      |            |      |              |      |            | 北関東   | 欠員1 自民党 21→27 民主党 9→4 無所属 1→1                            |
| 栃木県   | 1区  | 船田元     | 2区  | 森山眞弓     | 3区  | 渡辺喜美   | 4区  | 佐藤勉       | 5区  | 茂木敏充   | 北関東   | 欠員1 自民党 21→27 民主党 9→4 無所属 1→1                            |
| 群馬県   | 1区  | 佐田玄一郎 | 2区  | 笹川堯       | 3区  | 谷津義男   | 4区  | 福田康夫     | 5区  | 小渕優子   | 北関東   | 欠員1 自民党 21→27 民主党 9→4 無所属 1→1                            |
| 埼玉県   | 1区  | 武正公一   | 2区  | 新藤義孝     | 3区  | 今井宏     | 4区  | 早川忠孝     | 5区  | 枝野幸男   | 北関東   | 欠員1 自民党 21→27 民主党 9→4 無所属 1→1                            |
| 埼玉県   | 6区  | 大島敦     | 7区  | 中野清       | 8区  | 柴山昌彦   | 9区  | 大野松茂     | 10区 | 山口泰明   | 北関東   | 欠員1 自民党 21→27 民主党 9→4 無所属 1→1                            |
| 埼玉県   | 11区 | 新井悦二   | 12区 | 小島敏男     | 13区 | 土屋品子   | 14区 | 三ッ林隆志   | 15区 | 田中良生   | 北関東   | 欠員1 自民党 21→27 民主党 9→4 無所属 1→1                            |
| 千葉県   | 1区  | 臼井日出男 | 2区  | 山中燁子     | 3区  | 松野博一   | 4区  | 野田佳彦     | 5区  | 薗浦健太郎 | 南関東   | 自民党 14→28 民主党 17→2 公明党 1→1 無所属 2→3                      |
| 千葉県   | 6区  | 渡辺博道   | 7区  | 松本和巳     | 8区  | 桜田義孝   | 9区  | 水野賢一     | 10区 | 林幹雄     | 南関東   | 自民党 14→28 民主党 17→2 公明党 1→1 無所属 2→3                      |
| 千葉県   | 11区 | 森英介     | 12区 | 浜田靖一     | 13区 | 実川幸夫   |      |              |      |            | 南関東   | 自民党 14→28 民主党 17→2 公明党 1→1 無所属 2→3                      |
| 神奈川県 | 1区  | 松本純     | 2区  | 菅義偉       | 3区  | 小此木八郎 | 4区  | 林潤         | 5区  | 坂井学     | 南関東   | 自民党 14→28 民主党 17→2 公明党 1→1 無所属 2→3                      |
| 神奈川県 | 6区  | 上田勇     | 7区  | 鈴木恒夫     | 8区  | 江田憲司   | 9区  | 山内康一     | 10区 | 田中和徳   | 南関東   | 自民党 14→28 民主党 17→2 公明党 1→1 無所属 2→3                      |
| 神奈川県 | 11区 | 小泉純一郎 | 12区 | 桜井郁三     | 13区 | 甘利明     | 14区 | 赤間二郎     | 15区 | 河野太郎   | 南関東   | 自民党 14→28 民主党 17→2 公明党 1→1 無所属 2→3                      |
| 神奈川県 | 16区 | 亀井善之   | 17区 | 河野洋平     | 18区 | 山際大志郎 |      |              |      |            | 南関東   | 自民党 14→28 民主党 17→2 公明党 1→1 無所属 2→3                      |
| 山梨県   | 1区  | 小沢鋭仁   | 2区  | 堀内光雄     | 3区  | 保坂武     |      |              |      |            | 南関東   | 自民党 14→28 民主党 17→2 公明党 1→1 無所属 2→3                      |
| 東京都   | 1区  | 与謝野馨   | 2区  | 深谷隆司     | 3区  | 石原宏高   | 4区  | 平将明       | 5区  | 小杉隆     | 東京     | 欠員1 自民党 10→23 民主党 12→1 公明党 1→1 無所属 1→0                |
| 東京都   | 6区  | 越智隆雄   | 7区  | 松本文明     | 8区  | 石原伸晃   | 9区  | 菅原一秀     | 10区 | 小池百合子 | 東京     | 欠員1 自民党 10→23 民主党 12→1 公明党 1→1 無所属 1→0                |
| 東京都   | 11区 | 下村博文   | 12区 | 太田昭宏     | 13区 | 鴨下一郎   | 14区 | 松島みどり   | 15区 | 木村勉     | 東京     | 欠員1 自民党 10→23 民主党 12→1 公明党 1→1 無所属 1→0                |
| 東京都   | 16区 | 島村宜伸   | 17区 | 平沢勝栄     | 18区 | 菅直人     | 19区 | 松本洋平     | 20区 | 木原誠二   | 東京     | 欠員1 自民党 10→23 民主党 12→1 公明党 1→1 無所属 1→0                |
| 東京都   | 21区 | 小川友一   | 22区 | 伊藤達也     | 23区 | 伊藤公介   | 24区 | 萩生田光一   | 25区 | 井上信治   | 東京     | 欠員1 自民党 10→23 民主党 12→1 公明党 1→1 無所属 1→0                |
| 新潟県   | 1区  | 西村智奈美 | 2区  | 近藤基彦     | 3区  | 稲葉大和   | 4区  | 菊田真紀子   | 5区  | 田中眞紀子 | 北陸信越 | 自民党 11→13 民主党 6→5 国民新 1→1 無所属 2→1                       |
| 新潟県   | 6区  | 筒井信隆   |      |              |      |            |      |              |      |            | 北陸信越 | 自民党 11→13 民主党 6→5 国民新 1→1 無所属 2→1                       |
| 富山県   | 1区  | 長勢甚遠   | 2区  | 宮腰光寛     | 3区  | 綿貫民輔   |      |              |      |            | 北陸信越 | 自民党 11→13 民主党 6→5 国民新 1→1 無所属 2→1                       |
| 石川県   | 1区  | 馳浩       | 2区  | 森喜朗       | 3区  | 北村茂男   |      |              |      |            | 北陸信越 | 自民党 11→13 民主党 6→5 国民新 1→1 無所属 2→1                       |
| 福井県   | 1区  | 稲田朋美   | 2区  | 山本拓       | 3区  | 高木毅     |      |              |      |            | 北陸信越 | 自民党 11→13 民主党 6→5 国民新 1→1 無所属 2→1                       |
| 長野県   | 1区  | 小坂憲次   | 2区  | 下条みつ     | 3区  | 羽田孜     | 4区  | 後藤茂之     | 5区  | 宮下一郎   | 北陸信越 | 自民党 11→13 民主党 6→5 国民新 1→1 無所属 2→1                       |
| 岐阜県   | 1区  | 野田聖子   | 2区  | 棚橋泰文     | 3区  | 武藤容治   | 4区  | 金子一義     | 5区  | 古屋圭司   | 東海     | 自民党 14→21 民主党 15→10 無所属 4→2                                |
| 静岡県   | 1区  | 上川陽子   | 2区  | 原田令嗣     | 3区  | 柳澤伯夫   | 4区  | 望月義夫     | 5区  | 細野豪志   | 東海     | 自民党 14→21 民主党 15→10 無所属 4→2                                |
| 静岡県   | 6区  | 渡辺周     | 7区  | 片山さつき   | 8区  | 塩谷立     |      |              |      |            | 東海     | 自民党 14→21 民主党 15→10 無所属 4→2                                |
| 愛知県   | 1区  | 河村たかし | 2区  | 古川元久     | 3区  | 近藤昭一   | 4区  | 牧義夫       | 5区  | 木村隆秀   | 東海     | 自民党 14→21 民主党 15→10 無所属 4→2                                |
| 愛知県   | 6区  | 丹羽秀樹   | 7区  | 鈴木淳司     | 8区  | 伊藤忠彦   | 9区  | 海部俊樹     | 10区 | 江﨑鐵磨   | 東海     | 自民党 14→21 民主党 15→10 無所属 4→2                                |
| 愛知県   | 11区 | 古本伸一郎 | 12区 | 杉浦正健     | 13区 | 大村秀章   | 14区 | 鈴木克昌     | 15区 | 山本明彦   | 東海     | 自民党 14→21 民主党 15→10 無所属 4→2                                |
| 三重県   | 1区  | 川崎二郎   | 2区  | 中川正春     | 3区  | 岡田克也   | 4区  | 田村憲久     | 5区  | 三ツ矢憲生 | 東海     | 自民党 14→21 民主党 15→10 無所属 4→2                                |
| 滋賀県   | 1区  | 上野賢一郎 | 2区  | 田島一成     | 3区  | 三日月大造 | 4区  | 岩永峯一     |      |            | 近畿     | 自民党 20→34 民主党 20→8 公明党 6→6 無所属 2→0                      |
| 京都府   | 1区  | 伊吹文明   | 2区  | 前原誠司     | 3区  | 泉健太     | 4区  | 中川泰宏     | 5区  | 谷垣禎一   | 近畿     | 自民党 20→34 民主党 20→8 公明党 6→6 無所属 2→0                      |
| 京都府   | 6区  | 山井和則   |      |              |      |            |      |              |      |            | 近畿     | 自民党 20→34 民主党 20→8 公明党 6→6 無所属 2→0                      |
| 大阪府   | 1区  | 中馬弘毅   | 2区  | 川条志嘉     | 3区  | 田端正広   | 4区  | 中山泰秀     | 5区  | 谷口隆義   | 近畿     | 自民党 20→34 民主党 20→8 公明党 6→6 無所属 2→0                      |
| 大阪府   | 6区  | 福島豊     | 7区  | 渡嘉敷奈緒美 | 8区  | 大塚高司   | 9区  | 西田猛       | 10区 | 松浪健太   | 近畿     | 自民党 20→34 民主党 20→8 公明党 6→6 無所属 2→0                      |
| 大阪府   | 11区 | 平野博文   | 12区 | 北川知克     | 13区 | 西野陽     | 14区 | 谷畑孝       | 15区 | 竹本直一   | 近畿     | 自民党 20→34 民主党 20→8 公明党 6→6 無所属 2→0                      |
| 大阪府   | 16区 | 北側一雄   | 17区 | 岡下信子     | 18区 | 中山太郎   | 19区 | 長安豊       |      |            | 近畿     | 自民党 20→34 民主党 20→8 公明党 6→6 無所属 2→0                      |
| 兵庫県   | 1区  | 盛山正仁   | 2区  | 赤羽一嘉     | 3区  | 関芳弘     | 4区  | 井上喜一     | 5区  | 谷公一     | 近畿     | 自民党 20→34 民主党 20→8 公明党 6→6 無所属 2→0                      |
| 兵庫県   | 6区  | 木挽司     | 7区  | 大前繁雄     | 8区  | 冬柴鐵三   | 9区  | 西村康稔     | 10区 | 渡海紀三朗 | 近畿     | 自民党 20→34 民主党 20→8 公明党 6→6 無所属 2→0                      |
| 兵庫県   | 11区 | 戸井田徹   | 12区 | 河本三郎     |      |            |      |              |      |            | 近畿     | 自民党 20→34 民主党 20→8 公明党 6→6 無所属 2→0                      |
| 奈良県   | 1区  | 馬淵澄夫   | 2区  | 高市早苗     | 3区  | 奥野信亮   | 4区  | 田野瀬良太郎 |      |            | 近畿     | 自民党 20→34 民主党 20→8 公明党 6→6 無所属 2→0                      |
| 和歌山県 | 1区  | 谷本龍哉   | 2区  | 石田真敏     | 3区  | 二階俊博   |      |              |      |            | 近畿     | 自民党 20→34 民主党 20→8 公明党 6→6 無所属 2→0                      |
| 鳥取県   | 1区  | 石破茂     | 2区  | 赤沢亮正     |      |            |      |              |      |            | 中国     | 自民党 15→16 民主党 2→2 国民新 1→1 無所属 2→1                       |
| 島根県   | 1区  | 細田博之   | 2区  | 竹下亘       |      |            |      |              |      |            | 中国     | 自民党 15→16 民主党 2→2 国民新 1→1 無所属 2→1                       |
| 岡山県   | 1区  | 逢沢一郎   | 2区  | 津村啓介     | 3区  | 平沼赳夫   | 4区  | 柚木道義     | 5区  | 村田吉隆   | 中国     | 自民党 15→16 民主党 2→2 国民新 1→1 無所属 2→1                       |
| 広島県   | 1区  | 岸田文雄   | 2区  | 平口洋       | 3区  | 河井克行   | 4区  | 中川秀直     | 5区  | 寺田稔     | 中国     | 自民党 15→16 民主党 2→2 国民新 1→1 無所属 2→1                       |
| 広島県   | 6区  | 亀井静香   | 7区  | 宮澤洋一     |      |            |      |              |      |            | 中国     | 自民党 15→16 民主党 2→2 国民新 1→1 無所属 2→1                       |
| 山口県   | 1区  | 高村正彦   | 2区  | 福田良彦     | 3区  | 河村建夫   | 4区  | 安倍晋三     |      |            | 中国     | 自民党 15→16 民主党 2→2 国民新 1→1 無所属 2→1                       |
| 徳島県   | 1区  | 仙谷由人   | 2区  | 山口俊一     | 3区  | 後藤田正純 |      |              |      |            | 四国     | 自民党 11→11 民主党 1→1 無所属 1→1                                  |
| 香川県   | 1区  | 平井卓也   | 2区  | 木村義雄     | 3区  | 大野功統   |      |              |      |            | 四国     | 自民党 11→11 民主党 1→1 無所属 1→1                                  |
| 愛媛県   | 1区  | 塩崎恭久   | 2区  | 村上誠一郎   | 3区  | 小野晋也   | 4区  | 山本公一     |      |            | 四国     | 自民党 11→11 民主党 1→1 無所属 1→1                                  |
| 高知県   | 1区  | 福井照     | 2区  | 中谷元       | 3区  | 山本有二   |      |              |      |            | 四国     | 自民党 11→11 民主党 1→1 無所属 1→1                                  |
| 福岡県   | 1区  | 松本龍     | 2区  | 山崎拓       | 3区  | 太田誠一   | 4区  | 渡辺具能     | 5区  | 原田義昭   | 九州     | 自民党 20→25 民主党 8→4 公明党 1→0 社民党 1→1 自由連 1→0 無所属 7→8 |
| 福岡県   | 6区  | 鳩山邦夫   | 7区  | 古賀誠       | 8区  | 麻生太郎   | 9区  | 三原朝彦     | 10区 | 西川京子   | 九州     | 自民党 20→25 民主党 8→4 公明党 1→0 社民党 1→1 自由連 1→0 無所属 7→8 |
| 福岡県   | 11区 | 武田良太   |      |              |      |            |      |              |      |            | 九州     | 自民党 20→25 民主党 8→4 公明党 1→0 社民党 1→1 自由連 1→0 無所属 7→8 |
| 佐賀県   | 1区  | 福岡資麿   | 2区  | 今村雅弘     | 3区  | 保利耕輔   |      |              |      |            | 九州     | 自民党 20→25 民主党 8→4 公明党 1→0 社民党 1→1 自由連 1→0 無所属 7→8 |
| 長崎県   | 1区  | 髙木義明   | 2区  | 久間章生     | 3区  | 谷川弥一   | 4区  | 北村誠吾     |      |            | 九州     | 自民党 20→25 民主党 8→4 公明党 1→0 社民党 1→1 自由連 1→0 無所属 7→8 |
| 熊本県   | 1区  | 松野頼久   | 2区  | 野田毅       | 3区  | 松岡利勝   | 4区  | 園田博之     | 5区  | 金子恭之   | 九州     | 自民党 20→25 民主党 8→4 公明党 1→0 社民党 1→1 自由連 1→0 無所属 7→8 |
| 大分県   | 1区  | 吉良州司   | 2区  | 衛藤征士郎   | 3区  | 岩屋毅     |      |              |      |            | 九州     | 自民党 20→25 民主党 8→4 公明党 1→0 社民党 1→1 自由連 1→0 無所属 7→8 |
| 宮崎県   | 1区  | 中山成彬   | 2区  | 江藤拓       | 3区  | 古川禎久   |      |              |      |            | 九州     | 自民党 20→25 民主党 8→4 公明党 1→0 社民党 1→1 自由連 1→0 無所属 7→8 |
| 鹿児島県 | 1区  | 保岡興治   | 2区  | 徳田毅       | 3区  | 宮路和明   | 4区  | 小里泰弘     | 5区  | 森山裕     | 九州     | 自民党 20→25 民主党 8→4 公明党 1→0 社民党 1→1 自由連 1→0 無所属 7→8 |
| 沖縄県   | 1区  | 下地幹郎   | 2区  | 照屋寛徳     | 3区  | 嘉数知賢   | 4区  | 西銘恒三郎   |      |            | 九州     | 自民党 20→25 民主党 8→4 公明党 1→0 社民党 1→1 自由連 1→0 無所属 7→8 |

#### 補欠選挙
| 年                   | 月日    | 選挙区     | 新旧別     | 当選者     | 所属党派   | 欠員     | 所属党派     | 欠員事由      |
| -------------------- | ------- | ---------- | ---------- | ---------- | ---------- | -------- | ------------ | ------------- |
| 2006                 | 4.23    | 千葉7区    | 新         | 太田和美   | 民主党     | 松本和巳 | 自由民主党   | 2006.1.18辞職 |
| 2006                 | 10.22   | 神奈川16区 | 新         | 亀井善太郎 | 自由民主党 | 亀井善之 | 自由民主党   | 2006.5.12死去 |
| 2006                 | 10.22   | 大阪9区    | 新         | 原田憲治   | 自由民主党 | 西田猛   | 自由民主党   | 2006.6.8死去  |
| 2007                 | 7.29    | 岩手1区    | 新         | 階猛       | 民主党     | 達増拓也 | 民主党       | 2007.3.22退職 |
| 2007                 | 7.29    | 熊本3区    | 元         | 坂本哲志   | 無所属     | 松岡利勝 | 自由民主党   | 2007.5.28死去 |
| 2008                 | 4.27    | 山口2区    | 新         | 平岡秀夫   | 民主党     | 福田良彦 | 自由民主党   | 2008.1.22辞職 |
| 2008                 |         | 山梨3区    | （未実施） | （未実施） | （未実施） | 保坂武   | 自由民主党   | 2008.9.21退職 |
| 2009                 | 愛知1区 | 河村たかし | （未実施） | （未実施） | （未実施） | 民主党   | 2009.4.7辞職 |               |
| 出典：戦後の補欠選挙 |         |            |            |            |            |          |              |               |

### 比例区当選者
自民党   民主党   公明党   共産党   社民党   国民新党   新党日本   新党大地 
|    | 北海道   | 東北       | 北関東     | 南関東     | 東京       | 北陸信越     | 東海       | 近畿       | 中国     | 四国     | 九州     |
| -- | -------- | ---------- | ---------- | ---------- | ---------- | ------------ | ---------- | ---------- | -------- | -------- | -------- |
| 1  | 逢坂誠二 | 坂本剛二   | 尾身幸次   | 江崎洋一郎 | 猪口邦子   | 長島忠美     | 藤野真紀子 | 近藤三津枝 | 阿部俊子 | 七条明   | 広津素子 |
| 2  | 飯島夕雁 | 郡和子     | 石関貴史   | 長浜博行   | 末松義規   | 笹木竜三     | 伴野豊     | 西村眞悟   | 平岡秀夫 | 五島正規 | 原口一博 |
| 3  | 荒井聰   | 中野正志   | 西川公也   | 小野次郎   | 土屋正忠   | 瓦力         | 佐藤ゆかり | 井脇ノブ子 | 加藤勝信 | 岡本芳郎 | 仲村正治 |
| 4  | 今津寛   | 横山北斗   | 福田昭夫   | 後藤斎     | 加藤公一   | 鷲尾英一郎   | 赤松広隆   | 池坊保子   | 斉藤鉄夫 | 小川淳也 | 神崎武法 |
| 5  | 鈴木宗男 | 佐藤剛男   | 中根一幸   | 藤田幹雄   | 愛知和男   | 高鳥修一     | 平田耕一   | 松本剛明   | 三谷光男 | 石田祝稔 | 山田正彦 |
| 6  | 丸谷佳織 | 井上義久   | 石井啓一   | 富田茂之   | 高木陽介   | 篠原孝       | 坂口力     | 柳本卓治   | 増原義剛 | 西本勝子 | 佐藤錬   |
| 7  | 松木謙公 | 吉田泉     | 小宮山泰子 | 長崎幸太郎 | 安井潤一郎 | 吉田六左ェ門 | 前田雄吉   | 北神圭朗   | 松本大輔 |          | 横光克彦 |
| 8  | 吉川貴盛 | 玉澤徳一郎 | 金子善次郎 | 笠浩史     | 小宮山洋子 | 漆原良夫     | 倉田雅年   | 石井郁子   | 萩原誠司 |          | 林田彪   |
| 9  |          | 近藤洋介   | 神風英男   | 赤池誠章   | 笠井亮     | 村井宗明     | 園田康博   | 宇野治     | 亀井久興 |          | 東順治   |
| 10 |          | 渡部篤     | 岡部英明   | 永田寿康   | 若宮健嗣   | 萩山教嚴     | 斉藤斗志二 | 赤松正雄   | 桝屋敬悟 |          | 重野安正 |
| 11 |          | 菅野哲雄   | 遠藤乙彦   | 福田峰之   | 長島昭久   | 糸川正晃     | 森本哲生   | 清水鴻一郎 | 橋本岳   |          | 山本幸三 |
| 12 |          | 田名部匡代 | 永岡桂子   | 志位和夫   | 大塚拓     |              | 杉田元司   | 川端達夫   |          |          | 北橋健治 |
| 13 |          | 高橋千鶴子 | 高山智司   | 近江屋信広 | 高木美智代 |              | 佐々木憲昭 | 山本朋広   |          |          | 木原稔   |
| 14 |          | 二田孝治   | 塩川鉄也   | 古屋範子   | 長妻昭     |              | 大口善徳   | 辻元清美   |          |          | 古賀一成 |
| 15 |          |            | 牧原秀樹   | 岩國哲人   | 清水清一朗 |              | 中井洽     | 土肥隆一   |          |          | 赤嶺政賢 |
| 16 |          |            | 細川律夫   | 阿部知子   | 松原仁     |              | 土井真樹   | 井沢京子   |          |          | 江田康幸 |
| 17 |          |            | 中森福代   | 鈴木馨祐   | 登載者不足 |              | 岡本充功   | 佐藤茂樹   |          |          | 遠藤宣彦 |
| 18 |          |            | 日森文尋   | 内山晃     | 保坂展人   |              | 篠田陽介   | 穀田恵二   |          |          | 川内博史 |
| 19 |          |            | 山岡賢次   | 杉村太蔵   |            |              | 田村謙治   | 山口壯     |          |          | 冨岡勉   |
| 20 |          |            | 並木正芳   | 浮島敏男   |            |              | 馬渡龍治   | 鍵田忠兵衛 |          |          | 大串博志 |
| 21 |          |            |            | 田嶋要     |            |              | 伊藤渉     | 市村浩一郎 |          |          | 安次富修 |
| 22 |          |            |            | 谷口和史   |            |              |            | 松浪健四郎 |          |          |          |
| 23 |          |            |            |            |            |              |            | 滝実       |          |          |          |
| 24 |          |            |            |            |            |              |            | 西博義     |          |          |          |
| 25 |          |            |            |            |            |              |            | 藤井勇治   |          |          |          |
| 26 |          |            |            |            |            |              |            | 藤村修     |          |          |          |
| 27 |          |            |            |            |            |              |            | 矢野隆司   |          |          |          |
| 28 |          |            |            |            |            |              |            | 奥村展三   |          |          |          |
| 29 |          |            |            |            |            |              |            | 吉井英勝   |          |          |          |

#### 繰上当選
| 年   | 月 | ブロック | 新旧別 | 当選者   | 名簿政党名 | 欠員       | 欠員事由       |
| ---- | -- | -------- | ------ | -------- | ---------- | ---------- | -------------- |
| 2005 | 12 | 四国     | 前     | 高井美穂 | 民主党     | 五島正規   | 2005.12.13辞職 |
| 2006 | 4  | 南関東   | 前     | 池田元久 | 民主党     | 永田寿康   | 2006.4.4辞職   |
| 2006 | 12 | 九州     | 前     | 楠田大蔵 | 民主党     | 北橋健治   | 2006.12.19辞職 |
| 2007 | 3  | 北海道   | 新     | 石川知裕 | 民主党     | 荒井聰     | 2007.3.19辞職  |
| 2007 | 7  | 南関東   | 前     | 藤井裕久 | 民主党     | 長浜博行   | 2007.7.12退職  |
| 2008 | 4  | 中国     | 前     | 和田隆志 | 民主党     | 平岡秀夫   | 2008.4.15退職  |
| 2009 | 5  | 北関東   | 新     | 大高松男 | 自由民主党 | 中森福代   | 2009.5.8辞職   |
| 2009 | 5  | 近畿     | 新     | 泉原保二 | 自由民主党 | 鍵田忠兵衛 | 2009.5.13辞職  |

### 初当選
計101名
※：参議院議員経験者
自由民主党
83名
- 赤池誠章（比例南関東）
- 赤沢亮正（鳥取2区）
- 赤間二郎（神奈川14区）
- 安次富修（比例九州）
- 阿部俊子（比例中国）
- 新井悦二（埼玉11区）
- 飯島夕雁（比例北海道）
- 井沢京子（比例近畿）
- 石原宏高（東京3区）
- 伊藤忠彦（愛知8区）

- 稲田朋美（福井1区）
- 猪口邦子（比例東京）
- 井脇ノブ子（比例近畿）
- 上野賢一郎（滋賀1区）
- 浮島敏男（比例南関東）
- 遠藤宣彦（比例九州）
- 近江屋信広（比例南関東）
- 大塚高司（大阪8区）
- 大塚拓　（比例東京）
- 岡部英明（比例北関東）

- 小川友一（東京21区）
- 小里泰弘
- 越智隆雄
- 小野次郎
- 鍵田忠兵衛
- 片山さつき
- 亀岡偉民
- 川条志嘉
- 北村茂男
- 木原誠二

- 木原稔　（比例九州）
- 木挽司
- 近藤三津枝
- 坂井学
- 佐藤ゆかり
- 篠田陽介
- 清水鴻一郎
- 清水清一朗
- 鈴木馨祐
- 杉田元司

- 杉村太蔵（比例南関東）
- 関芳弘
- 薗浦健太郎
- 平将明
- 高鳥修一
- 田中良生
- 土屋正忠
- 土井亨
- 土井真樹
- 渡嘉敷奈緒美

- 冨岡勉
- 永岡桂子
- 中川泰宏
- 長崎幸太郎
- 長島忠美
- 中根一幸
- 中森福代
- 西本勝子
- 丹羽秀樹
- 萩原誠司

- 橋本岳
- 林潤
- 平口洋
- 広津素子
- 福岡資麿
- 福田峰之
- 福田良彦
- 藤井勇治
- 藤田幹雄
- 藤野真紀子

- 牧原秀樹
- 松本和巳
- 松本文明
- 松本洋平
- 馬渡龍治
- 武藤容治
- 盛山正仁
- 安井潤一郎
- 矢野隆司
- 山内康一

- 山本朋広
- 若宮健嗣
- 渡部篤

民主党
13名
- 石関貴史
- 大串博志
- 逢坂誠二
- 小川淳也
- 北神圭朗

- 郡和子
- 佐々木隆博
- 福田昭夫
- 三谷光男
- 森本哲生

- 柚木道義
- 横山北斗
- 鷲尾英一郎

公明党
2名
- 伊藤渉
- 谷口和史

日本共産党
1名
- 笠井亮※

国民新党
1名
- 糸川正晃

無所属
1名
- 徳田毅

### 返り咲き・復帰
計29名
自民党
16名
- 愛知和男
- 臼井日出男
- 太田誠一
- 岡下信子
- 金子善次郎

- 新藤義孝
- 高市早苗
- 戸井田徹
- 並木正芳
- 深谷隆司

- 松浪健四郎
- 松浪健太
- 山中燁子
- 山本幸三
- 吉川貴盛

- 吉田六左ェ門

民主党
4名
- 後藤斎
- 笹木竜三
- 田名部匡代
- 山口壯

社会民主党
5名
- 菅野哲雄
- 重野安正
- 辻元清美
- 日森文尋
- 保坂展人

新党大地
1名
- 鈴木宗男

無所属
3名
- 江田憲司
- 下地幹郎
- 中村喜四郎

### 比例復活当選
計117名
自民党
47名
- 吉川貴盛
- 飯島夕雁
- 玉澤徳一郎
- 二田孝治
- 渡部篤
- 岡部英明
- 永岡桂子
- 金子善次郎
- 牧原秀樹
- 中根一幸

- 藤田幹雄
- 福田峰之
- 赤池誠章
- 長崎幸太郎
- 小野次郎
- 土屋正忠
- 吉田六左ェ門
- 高鳥修一
- 萩山教嚴
- 佐藤ゆかり

- 齊藤斗志二
- 倉田雅年
- 篠田陽介
- 馬渡龍治
- 藤野真紀子
- 土井真樹
- 杉田元司
- 平田耕一
- 藤井勇治
- 宇野治

- 山本朋広
- 清水鴻一郎
- 井沢京子
- 井脇ノブ子
- 松浪健四郎
- 鍵田忠兵衛
- 萩原誠司
- 阿部俊子
- 橋本岳
- 岡本芳郎

- 七条明
- 遠藤宣彦
- 山本幸三
- 冨岡勉
- 木原稔
- 佐藤錬
- 安次富修

民主党
60名
- 荒井聰
- 松木謙公
- 横山北斗
- 田名部匡代
- 郡和子
- 近藤洋介
- 吉田泉
- 福田昭夫
- 山岡賢次
- 石関貴史

- 石田勝之
- 細川律夫
- 神風英男
- 小宮山泰子
- 高山智司
- 田嶋要
- 永田寿康
- 内山晃
- 首藤信彦
- 岩國哲人

- 笠浩史
- 後藤斎
- 松原仁
- 小宮山洋子
- 長妻昭
- 末松義規
- 加藤公一
- 長島昭久
- 鷲尾英一郎
- 村井宗明

- 笹木竜三
- 篠原孝
- 園田康博
- 田村謙治
- 赤松広隆
- 前田雄吉
- 伴野豊
- 岡本充功
- 中井洽
- 森本哲生

- 川端達夫
- 奥村展三
- 北神圭朗
- 藤村修
- 西村眞悟
- 土肥隆一
- 市村浩一郎
- 松本剛明
- 山口壯
- 松本大輔

- 三谷光男
- 小川淳也
- 五島正規
- 古賀一成
- 北橋健治
- 原口一博
- 大串博志
- 山田正彦
- 横光克彦
- 川内博史

日本共産党
4名
- 塩川鉄也
- 穀田恵二
- 吉井英勝
- 赤嶺政賢

社会民主党
4名
- 菅野哲雄
- 阿部知子
- 辻元清美
- 重野安正

国民新党
1名
- 亀井久興

新党日本
1名
- 滝実

### 引退・不出馬
計20名
自由民主党
13名
- 植竹繁雄
- 小里貞利
- 熊代昭彦
- 佐藤信二
- 橘康太郎

- 中村正三郎
- 能勢和子
- 萩野浩基
- 橋本龍太郎
- 増田敏男

- 武藤嘉文
- 村井仁
- 森田一

民主党
2名
- 伊藤忠治
- 佐々木秀典

公明党
3名
- 河合正智
- 河上覃雄
- 山名靖英

日本共産党
1名
- 山口富男

自由連合
1名
- 徳田虎雄

### 落選
計104名
自由民主党
4名
- 岩崎忠夫
- 金田英行
- 北村直人
- 蓮実進

民主党
76名
- 青木愛
- 阿久津幸彦
- 五十嵐文彦
- 池田元久
- 石井一
- 石毛鍈子
- 石田勝之
- 泉房穂
- 一川保夫
- 稲見哲男

- 井上和雄
- 宇佐美登
- 生方幸夫
- 大石尚子
- 大出彰
- 大谷信盛
- 岡島一正
- 奥田建
- 海江田万里
- 梶原康弘

- 加藤尚彦
- 鹿野道彦
- 城井崇
- 岸本健
- 楠田大蔵
- 小泉俊明
- 小林憲司
- 小林千代美
- 佐藤謙一郎
- 鮫島宗明

- 島聡
- 島田久
- 城島正光
- 鈴木康友
- 首藤信彦
- 須藤浩
- 高井美穂
- 武山百合子
- 田中慶秋
- 玉置一弥

- 樽井良和
- 樽床伸二
- 津川祥吾
- 辻恵
- 手塚仁雄
- 中川治
- 中塚一宏
- 中津川博郷
- 中根康浩
- 中野寛成

- 中野譲
- 中村哲治
- 中山義活
- 楢崎欣弥
- 計屋圭宏
- 橋本清仁
- 肥田美代子
- 樋高剛
- 藤井裕久
- 藤田幸久

- 堀込征雄
- 本多平直
- 牧野聖修
- 増子輝彦
- 松崎公昭
- 松崎哲久
- 松野信夫
- 水島広子
- 村越祐民
- 室井邦彦

- 山内功
- 山花郁夫
- 吉田治
- 若井康彦
- 若泉征三
- 和田隆志

公明党
2名
- 白保台一
- 長沢広明

社会民主党
3名
- 土井たか子
- 東門美津子
- 山本喜代宏

国民新党
1名
- 津島恭一

新党日本
2名
- 青山丘
- 小林興起

無所属
16名
- 衛藤晟一
- 川上義博
- 城内実
- 小泉龍司
- 小西理

- 坂本哲志
- 左藤章
- 自見庄三郎
- 砂田圭佑
- 田中英夫

- 藤井孝男
- 松下忠洋
- 松宮勲
- 森岡正宏
- 八代英太

- 山下貴史

### その他

#### 郵政法案に造反した前職
| 選挙区     | 造反       | 造反               | 造反   | 自公               | 自公 | 野党               | 野党 | 備考         |
| 選挙区     | 氏名       | 所属党派           | 当落   | 氏名               | 当落 | 氏名               | 当落 | 備考         |
| ---------- | ---------- | ------------------ | ------ | ------------------ | ---- | ------------------ | ---- | ------------ |
| 北海道10区 | 山下貴史   | 無所属（党籍あり） | 落     | 飯島夕雁           | 比当 | 小平忠正           | 当   |              |
| 青森4区    | 津島恭一   | 国民新党           | 落     | 木村太郎           | 当   | 渋谷修             | 落   |              |
| 秋田2区    | 野呂田芳成 | 無所属（党籍あり） | 当     | 小野貴樹           | 落   | 佐々木重人         | 落   |              |
| 埼玉11区   | 小泉龍司   | 無所属（党籍あり） | 落     | 新井悦二           | 当   | 八木昭次           | 落   |              |
| 東京10区   | 小林興起   | 新党日本           | 落     | 小池百合子         | 当   | 鮫島宗明           | 落   |              |
| 東京12区   | 八代英太   | 無所属（離党）     | 落     | 太田昭宏（公明党） | 当   | 藤田幸久           | 落   |              |
| 富山3区    | 綿貫民輔   | 国民新党           | 当     | 萩山教厳           | 比当 | 向井英二           | 落   |              |
| 福井1区    | 松宮勲     | 無所属（党籍あり） | 落     | 稲田朋美           | 当   | 笹木竜三           | 比当 |              |
| 山梨2区    | 堀内光雄   | 無所属（党籍あり） | 当     | 長崎幸太郎         | 比当 | 坂口岳洋           | 落   |              |
| 山梨3区    | 保坂武     | 無所属（党籍あり） | 当     | 小野次郎           | 比当 | 後藤斎             | 比当 |              |
| 長野2区    | 村井仁     | -                  | 不出馬 | 関谷理記           | 落   | 下条みつ           | 当   |              |
| 岐阜1区    | 野田聖子   | 無所属（党籍あり） | 当     | 佐藤ゆかり         | 比当 | 柴橋正直           | 落   |              |
| 岐阜4区    | 藤井孝男   | 無所属（党籍あり） | 落     | 金子一義           | 当   | 熊谷正慶           | 落   |              |
| 岐阜5区    | 古屋圭司   | 無所属（党籍あり） | 当     | 和仁隆明           | 落   | 阿知波吉信         | 落   |              |
| 静岡7区    | 城内実     | 無所属（党籍あり） | 落     | 片山さつき         | 当   | 阿部卓也           | 落   |              |
| 比例東海   | 青山丘     | 新党日本           | 落     | -                  | -    | -                  | -    | 単独立候補   |
| 愛知7区    | 青山丘     | 新党日本           | 不出馬 | 鈴木淳司           | 当   | 小林憲司           | 落   |              |
| 滋賀2区    | 小西理     | 無所属（離党）     | 落     | 藤井勇治           | 比当 | 田島一成           | 当   |              |
| 京都4区    | 田中英夫   | 無所属（党籍あり） | 落     | 中川泰宏           | 当   | 北神圭朗           | 比当 |              |
| 大阪2区    | 左藤章     | 無所属（党籍あり） | 落     | 川条志嘉           | 当   | 萩原仁             | 落   |              |
| 奈良1区    | 森岡正宏   | 無所属（党籍あり） | 落     | 鍵田忠兵衛         | 比当 | 馬淵澄夫           | 当   |              |
| 奈良2区    | 滝実       | 新党日本           | 比当   | 高市早苗           | 当   | 中村哲治           | 落   |              |
| 鳥取2区    | 川上義博   | 無所属（党籍あり） | 落     | 赤沢亮正           | 当   | 山内功             | 落   |              |
| 島根2区    | 亀井久興   | 国民新党           | 比当   | 竹下亘             | 当   | 小室寿明           | 落   |              |
| 岡山2区    | 熊代昭彦   | -                  | 不出馬 | 萩原誠司           | 比当 | 津村啓介           | 当   |              |
| 岡山3区    | 平沼赳夫   | 無所属（党籍あり） | 当     | 阿部俊子           | 比当 | 中村徹夫           | 落   |              |
| 広島6区    | 亀井静香   | 国民新党           | 当     | 堀江貴文（無所属） | 落   | 佐藤公治           | 落   |              |
| 比例中国   | 能勢和子   | -                  | 不出馬 | -                  | -    | -                  | -    |              |
| 徳島2区    | 山口俊一   | 無所属（党籍あり） | 当     | 七条明             | 比当 | 高井美穂           | 落   |              |
| 福岡10区   | 自見庄三郎 | 無所属（党籍あり） | 落     | 西川京子           | 当   | 城井崇             | 落   |              |
| 福岡11区   | 武田良太   | 無所属（党籍あり） | 当     | 山本幸三           | 比当 | 稲富修二           | 落   |              |
| 佐賀2区    | 今村雅弘   | 無所属（党籍あり） | 当     | 土開千昭           | 落   | 大串博志           | 比当 |              |
| 佐賀3区    | 保利耕輔   | 無所属（党籍あり） | 当     | 広津素子           | 比当 | 柳瀬映二（社民党） | 落   | 民主擁立せず |
| 大分1区    | 衛藤晟一   | 無所属（党籍あり） | 落     | 佐藤錬             | 比当 | 吉良州司           | 当   |              |
| 宮崎2区    | 江藤拓     | 無所属（党籍あり） | 当     | 上杉光弘           | 落   | 黒木健司           | 落   |              |
| 宮崎3区    | 古川禎久   | 無所属（党籍あり） | 当     | 持永哲志           | 落   | 外山斎             | 落   |              |
| 鹿児島3区  | 松下忠洋   | 無所属（党籍あり） | 落     | 宮路和明           | 当   | 野間健             | 落   |              |
| 鹿児島5区  | 森山裕     | 無所属（党籍あり） | 当     | 米正剛             | 落   | 柴立俊明（共産党） | 落   | 民主擁立せず |

### 記録的当選・落選者
|                      | 氏名       | 政党 | 選挙区     | 記録         |
| -------------------- | ---------- | ---- | ---------- | ------------ |
| 最年少当選者         | 杉村太蔵   | 自民 | 比例南関東 | 26歳         |
| 最高齢当選者         | 中山太郎   | 自民 | 大阪18区   | 81歳         |
| 最多得票当選者       | 小泉純一郎 | 自民 | 神奈川11区 | 197,037票    |
| 最少得票当選者       | 赤嶺政賢   | 共産 | 沖縄1区    | 23,123票     |
| 最少得票選挙区当選者 | 稲田朋美   | 自民 | 福井1区    | 51,242票     |
| 最多得票落選者       | 金田英行   | 自民 | 北海道6区  | 141,099票    |
| 最多得票選挙区落選者 | 斉藤斗志二 | 自民 | 静岡5区    | 141,387票    |
| 惜敗率最高当選者     | 宇野治     | 自民 | 滋賀3区    | 99.64%       |
| 惜敗率最低当選者     | 塩川鉄也   | 共産 | 埼玉8区    | 24.11%       |
| 惜敗率最高落選者     | 金田英行   | 自民 | 北海道6区  | 98.08%       |
| 最高得票率当選者     | 安倍晋三   | 自民 | 山口4区    | 73.62%       |
| 最多当選             | 海部俊樹   | 自民 | 愛知9区    | 16回（連続） |

## 選挙後

### 国会
衆議院で過半数を獲得したことにより郵政民営化は国民の信任を得たとして、解散前の審議で反対した議員のほとんどが郵政民営化に賛成に回ったため、第163回国会（特別国会）で10月14日に郵政関連法案が可決・成立された。
第163回国会（特別会）
会期：2005年9月21日 - 11月1日
- 衆議院議長選挙（投票者数：479 過半数：240）

河野洋平（自民党）：478票
無効　　　　　　　：001票
- 衆議院副議長選挙（投票者数：479 過半数：240）

横路孝弘（民主党）：479票
- 内閣総理大臣指名選挙（衆議院議決　投票者数：479 過半数：240）

小泉純一郎（自民党）：340票
前原誠司　（民主党）：114票
志位和夫　（共産党）：009票
福島みずほ（社民党）：007票
綿貫民輔（国民新党）：006票
徳田毅　（自由連合）：001票
無効（白票）　　　　：002票
第165回国会（臨時会）
会期：2006年9月26日 - 12月19日
- 内閣総理大臣指名選挙（2006年9月26日）

衆議院議決（投票者数：476　過半数：239）
安倍晋三　（自民党）：339票
小沢一郎　（民主党）：115票
志位和夫　（共産党）：009票
福島みずほ（社民党）：007票
綿貫民輔（国民新党）：005票
無効（白票）　　　　：001票
第168回国会（臨時会）
会期：2007年9月10日 - 2008年1月15日
- 内閣総理大臣指名選挙（2007年9月25日）

衆議院議決（投票者数：477　過半数：239）
福田康夫　（自民党）：338票
小沢一郎　（民主党）：117票
志位和夫　（共産党）：009票
福島みずほ（社民党）：007票
綿貫民輔（国民新党）：005票
無効（白票）　　　　：001票
第170回国会（臨時会）
会期：2008年9月24日 - 12月25日
- 内閣総理大臣指名選挙（2008年9月24日）

衆議院議決（投票者数：478　過半数：240）
麻生太郎　（自民党）：337票
小沢一郎　（民主党）：117票
志位和夫　（共産党）：009票
綿貫民輔（国民新党）：007票
福島みずほ（社民党）：007票
平沼赳夫　（無所属）：001票

### 自公両党による獲得議席数の効果
自民・公明両党で衆議院の3分の2以上の議席を獲得した結果、衆議院を通過し、参議院で否決（みなし否決を含む）又は修正議決された法律案について、当初の衆議院可決案を法律として成立させることができるようになった。本選挙による任期中は12回の再議決が行使され、17の法律が成立した。なお、懲罰の対象となった議員の除名、本会議における秘密会の開会も可能となったが、本選挙による任期中は行使されなかった。

### 主要な選挙違反とその他の逮捕者
千葉7区から立候補し当選した自民党の松本和巳は、出納責任者が買収により有罪となったことを受け、連座制の対象となる可能性が高いことから翌2006年（平成18年）1月に辞職した。同年4月23日に行われた補欠選挙では民主党の太田和美が当選した。
また、選挙違反ではないが、愛知7区から出馬し落選した元民主党衆議院議員の小林憲司が、選挙から一週間後の9月18日に、私設秘書2名と共に議員時代から覚醒剤を利用し所持していたとして覚醒剤取締法違反で逮捕され、その日に民主党から除名された。ちなみに、民主党の選挙時のマニフェストでは覚醒剤の撲滅を記載していた。